# Spis Kwiryniusza
Spis Kwiryniusza – historyczne zeznanie stanu majątkowego mieszkańców rzymskiej prowincji Syrii oraz Judei za czasów panowania cesarza Oktawiana Augusta, kiedy Publiusz Sulpicjusz Kwiryniusz został mianowany namiestnikiem Syrii po wygnaniu Heroda Archelaosa w 6 n.e., w konsekwencji czego jego etnarchia (składająca się z Judei właściwej, Idumei i Samarii) przeszła pod zarząd rzymskich prefektów Judei. Opis tego spisu przedstawił żyjący w I wieku n.e. Józef Flawiusz, który wiązał go z początkiem ugrupowania polityczno-religijnego zelotów.
Ewangelia Łukasza podaje, że Jezus Chrystus narodził się w Betlejem za czasów panowania króla Heroda Wielkiego w Judei, podczas trwania pierwszego spisu ludności, gdy Syrią zarządzał Kwiryniusz. Większość historyków uważa, że Łukasz odnosi się do spisu z 6 n.e., błędnie umieszczając je za życia Heroda. Część zaś uważa, że nie pomylił się, lecz wspomniał o wcześniejszym spisie, nie zanotowanym u Józefa Flawiusza. O spisie ludności z 6 n.e. wspomniał natomiast w Dziejach Apostolskich. Według Johna Thorleya dwa pierwsze wersy drugiego rozdziału jego Ewangelii mówiące o spisie należą do najbardziej kontrowersyjnych w Biblii z historycznego punktu widzenia.

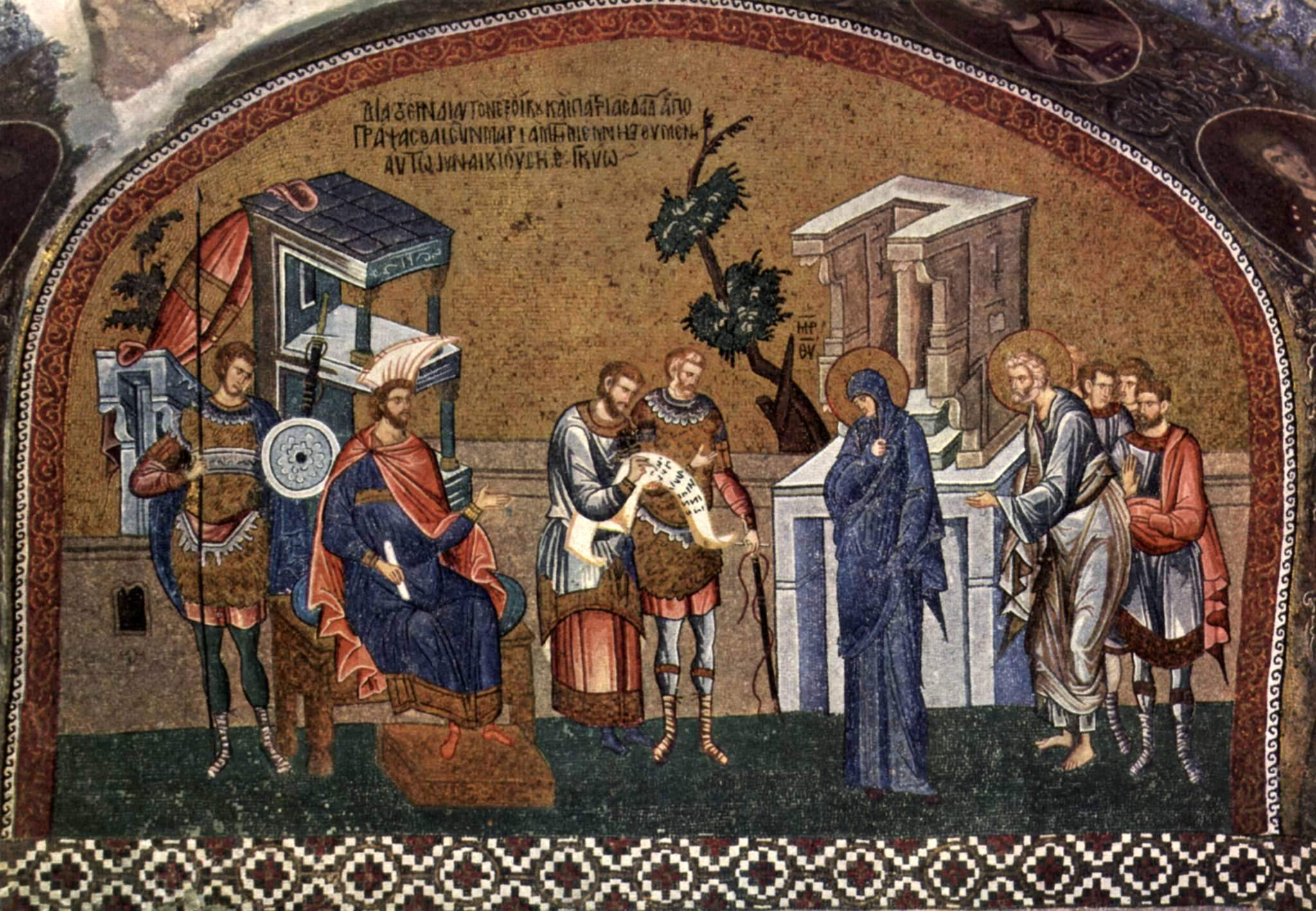
Maryja i św. Józef zapisują się w spisie ludności przed namiestnikiem Kwiryniuszem. Stambuł, Kościół Chora, bizantyjska mozaika 1315–20.

## Źródła historyczne

### Józef Flawiusz
Józef Flawiusz w Dawnych dziejach Izraela pisze, że gdy Żydzi i Samarytanie oskarżyli Archelaosa przed cesarzem o okrucieństwo, August skazał go na wygnanie, a jego tereny wcielił do Syrii, wysyłając jednocześnie Kwiryniusza, aby oszacował posiadłości w tej prowincji i sprzedał mienie etnarchy. Poniżej zacytowane są fragmenty, które odnoszą się do tych wydarzeń. To samo opisywał Flawiusz pokrótce w swojej wcześniejszej pracy, Wojnie żydowskiej.

Tymczasem Kwiryniusz – był to jeden z mężów zasiadających w senacie, który już piastował inne urzędy, przechodząc przez wszystkie szczeble kariery urzędniczej aż do konsulatu i cieszył się ogólnie wielkim poważaniem – przybył z niewielką liczbą towarzyszy do Syrii. Wysłał go Cezar dla rozsądzenia spraw w narodzie i przeprowadzenia spisu majątków. Wraz z nim wyprawił także Koponiusza, męża ze stanu rycerskiego, aby objął pełną władzą nad Judejczykami. Sam Kwiryniusz również przyjechał do Judei, która była przyłączona do Syrii, aby i tu przeprowadzić spis majątków oraz sprzedać mienie pozostałe po Archelausie. Żydzi, którzy początkowo o spisie majątków ani słyszeć nie chcieli, z czasem za radą arcykapłana Joazara, syna Boetosa, poniechali dalszego uporu i usłuchawszy jego perswazji pozwolili bez żadnego sprzeciwu spis ten przeprowadzić. Lecz Juda z Gaulanitis [Juda Galilejczyk], rodem z miasta, które się zwie Gamala, złączywszy się z Faryzeuszem Saddokosem [Sadokiem] podburzał naród do buntu. Twierdzili oni, że spis majątków nic innego im nie przyniesie jak oczywistą niewolę i nawoływali naród do obrony swojej wolności.

Kwiryniusz po sprzedaniu mienia Archelausa i zakończeniu spisu, który odbył się w trzydziestym siódmym roku po zwycięstwie Cezara nad Antoniuszem pod Akcjum [6/7 n.e.], pozbawił godności kapłańskiej Joazara wiodącego spór z narodem, a na stanowisko to powołał Ananosa, syna Setiego, Herod zaś i Filip wzięli we władanie swoje tetrarchie.

### Łukasz Ewangelista

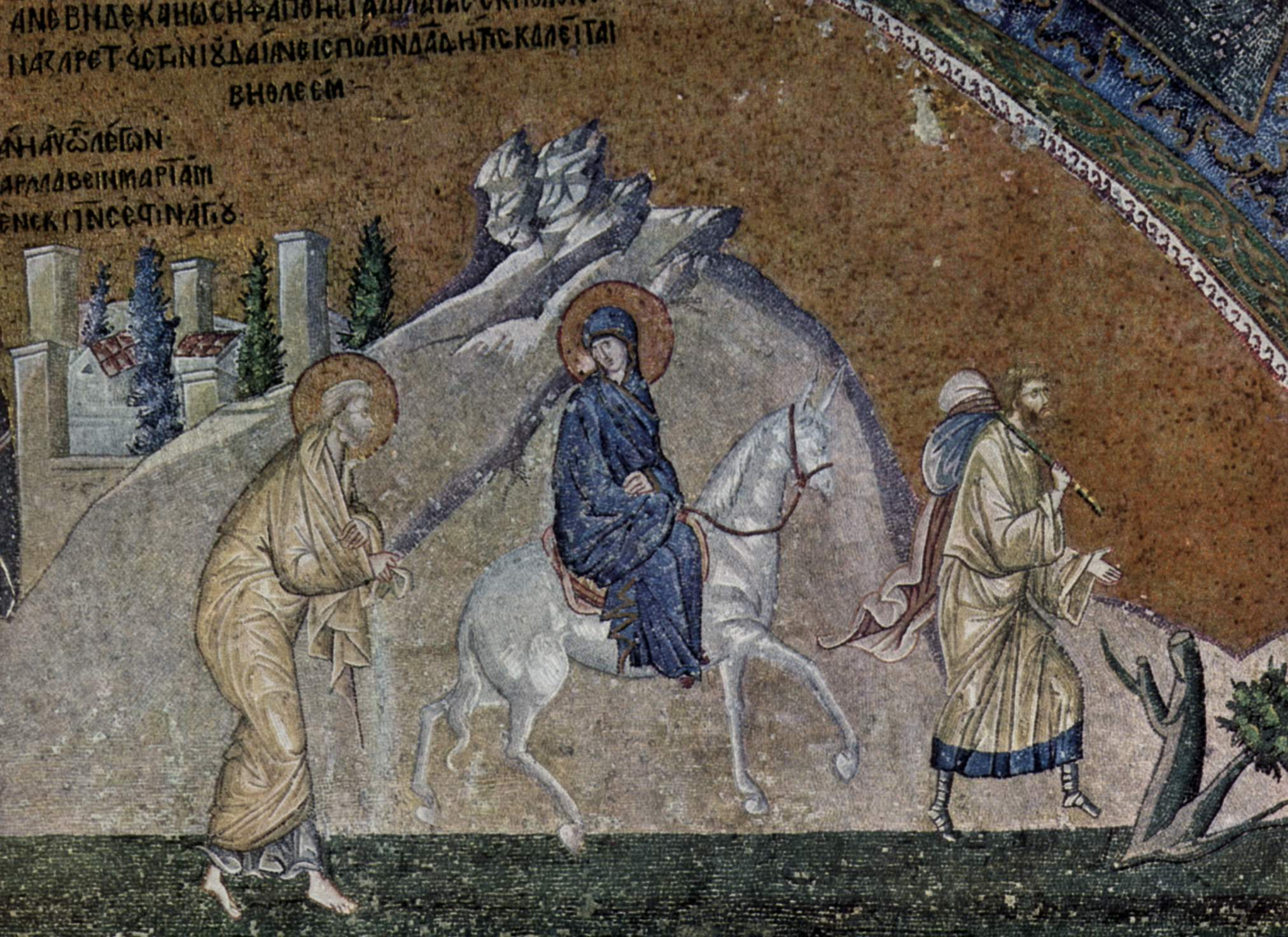
Józef i Maryja podróżujący do Betlejem na spis ludności.

Łukasz Ewangelista na początku swojej Ewangelii, po opisie narodzin Jana Chrzciciela za czasów Heroda Wielkiego, króla Judei, także wymienia Kwiryniusza, przedstawiając wydarzenie bezpośrednio związane z narodzinami Jezusa:

W owym czasie wyszło rozporządzenie Cezara Augusta, żeby przeprowadzić spis ludności w całym państwie. Pierwszy ten spis odbył się wówczas, gdy wielkorządcą Syrii był Kwiryniusz. Wybierali się więc wszyscy, aby się dać zapisać, każdy do swego miasta. Udał się także Józef z Galilei, z miasta Nazaret, do Judei, do miasta Dawidowego, zwanego Betlejem, ponieważ pochodził z domu i rodu Dawida, żeby się dać zapisać z poślubioną sobie Maryją, która była brzemienna. Kiedy tam przebywali, nadszedł dla Maryi czas rozwiązania. Porodziła swego pierworodnego Syna, owinęła Go w pieluszki i położyła w żłobie, gdyż nie było dla nich miejsca w gospodzie.

Ten sam autor w Dziejach Apostolskich opisuje, jak niedługo po śmierci Jezusa Szymon Piotr i Jan Apostoł zostali przyprowadzeni przed Sanhedryn i przesłuchiwani przez Józefa Kajfasza. Wtedy wystąpił faryzeusz Gamaliel Starszy, przypominając, że w przeszłości występowali już ludzie, którzy ginęli, a ich zwolennicy zostawali rozproszeni:

Potem podczas spisu ludności wystąpił Judasz Galilejczyk i pociągnął lud za sobą. Zginął sam i wszyscy jego zwolennicy zostali rozproszeni.

### Tertulian
Tertulian, chrześcijański pisarz oraz prawnik, w dziele Przeciw Marcjonowi podaje informacje o spisie podczas którego miał się narodzić Jezus:

A jednak, jakimże sposobem mógł zostać dopuszczony do synagogi i to tak nagle, tak nieznany, o kim nic dotąd nie wiedziano: z jakiego pokolenia, narodu, domu, wreszcie ze spisu Augusta, który zachowują rzymskie archiwa jako najwierniejsze świadectwo Narodzenia Pańskiego?.

Lecz jak wiadomo, spis ludności nakazany przez Augusta został przeprowadzony wówczas w Judei przez Sencjusza Saturnina i wtedy można było dowiedzieć się o Jego rodzie.

Tertulian wspomina o rzymskim spisie, w czasie którego miał się narodzić Jezus Chrystus, aby wykazać tym prawdziwość jego narodzin, w opozycji do poglądu Marcjona, który odrzucał realność materialną wcielenia Chrystusa i uważał, że Jezus przyjął ciało tylko pozorne. Tertulian nie wymienia w kontekście tego spisu Kwiryniusza. Jego informacja nie jest tutaj zależna od Ewangelii Łukasza.

### Inskrypcje
O Kwiryniuszu oraz jego spisie ludności wspomina także inskrypcja na kamieniu nagrobnym Emiliusza Sekundusa zwana Lapis Venetus. Mówi ona m.in. że Sekundus służył pod dowództwem Kwiryniusza gdy ten był legatem Syrii i przeprowadził zarządzony przez niego spis syryjskiego miasta Apamei. Spis ten wykazał 117 000 obywateli. Sekundus został także przez Kwiryniusza wysłany przeciwko Iturejczykom w góry Libanu.
Pewna inskrypcja na kamieniu tyburtyńskim jest czasem przedstawiana jako potwierdzenie, że Kwiryniusz był legatem Syrii dwukrotnie, a co za tym idzie, że mogły się odbyć dwa spisy ludności w Judei za jego namiestnictwa w tej prowincji. Theodor Mommsen uznał tę inskrypcję jako odnoszącą się do kogoś, kto dwa razy był legatem Syrii, oraz sądził, że tą osobą jest Kwiryniusz. Pogląd ten przez pewien czas stał się powszechnie akceptowaną opinią wśród biblijnych uczonych. W 1924 Groag zakwestionował jednak dotychczasową interpretację, twierdząc, że kamień nie odnosi się do osoby, która była dwukrotnie legatem Syrii, tylko do kogoś, kto dwukrotnie sprawował godność legata, raz w Syrii i raz gdzie indziej. Obecnie większość historyków przychyla się do stanowiska Groaga. Jednym z niewielu współcześnie uczonych którzy, uważali, że kamień mówi o dwukrotnym zarządzaniu Syrią, był A. N. Sherwin-White.

## Interpretacje

### Proponowane wytłumaczenia rozbieżności
Z powyższych źródeł historycznych wynika, że Józef Flawiusz w Dawnych dziejach Izraela i Łukasz w Dziejach Apostolskich piszą o tym samym spisie (wzmiankowanie Judy Galilejczyka). Problem pojawia się przy opisie spisu Łukasza w jego Ewangelii. Wzmiankowanie, że było to za czasów Heroda Wielkiego i że tyczyło się to także Galilei, wykluczają możliwość, że obaj opisują jeden i ten sam spis. Od Józefa i Maryi przebywających w Nazarecie nie było wymagane uczestniczyć w spisie Judei po Herodzie Archelaosie, gdyż Galilea należała wtedy do Heroda Antypasa.
Jednym z proponowanych wyjaśnień jest inne tłumaczenie słowa prote (od protos) w Łk 2,2. Słowo to może znaczyć „pierwszy”, ale może też znaczyć „wcześniejszy”, „poprzedni”. Zdanie to mogłoby wtedy brzmieć: Spis ten odbył się przed tym, który był za urzędowania Kwiryniusza. Za takim tłumaczeniem Łk 2,2 opowiada się część gramatyków, podczas gdy inni nie zgadzają się z takim przekładem. Biblia jerozolimska w komentarzu do Łk 2,2 podaje: Czasem proponuje się tłumaczenie: „Ten spis przeprowadzono przed tym, który miał miejsce, gdy Kwiryniusz był zarządcą Syrii”, jednakże nie ma ono dostatecznych podstaw gramatycznych i nie jest wystarczająco uzasadnione.
Dwukrotny zarząd Kwiryniusza nad Syrią tłumaczyłby rozbieżność relacji między Łukaszem a Józefem Flawiuszem. W obu przypadkach, pod koniec życia Heroda oraz po wygnaniu jego syna, odbyłby się spis ludności w Judei. Łukasz pisał o „pierwszym” spisie, wiedząc, że był jeszcze spis późniejszy. Jednakże lista legatów Syrii w tym okresie nie pozwala na umieszczenie wśród nich Kwiryniusza. Sencjusz Saturninus był namiestnikiem Syrii od 9 do 6 p.n.e. a jego bezpośrednim następcą został Warus, który był legatem aż do czasu śmierci Heroda Wielkiego w 4 p.n.e.
Ponieważ Tertulian podawał, że spis ludności, w czasie którego narodził się Jezus Chrystus, został przeprowadzony przez Sencjusza Saturninusa, istnieje pogląd, że Kwiryniusz rozpoczął spis, który dokończył Saturninus. Dzieło jednak dokonanych czynności Łukasz Ewangelista przypisał Kwiryniuszowi. Jednakże, jak zauważa J.G.C. Anderson, drugie namiestnictwo Syrii lub jakiejkolwiek innej konsularnej prowincji za czasów jednego i tego samego cesarza, przez senatora, który nie był członkiem cesarskiego domu (a takim był Kwiryniusz), jest niespotykane. Trudno byłoby też umieścić Kwiryniusza między Markiem Titiusem (zarządcą Syrii ok. 10 p.n.e.) a Sencjuszem Saturninusem albo nawet przed Titiusem.
Ważnym elementem teorii, że Kwiryniusz dwukrotnie zarządzał Syrią jest twierdzenie, że wojnę z Homonadensami prowadził jako namiestnik tej prowincji. Jednakże prawdopodobnie był wtedy legatem Galacji - historycy argumentują, że ze względu na warunki geograficzne atak powinien zostać przeprowadzony z północy, tj. od strony Galacji. William Ramsay zaproponował, że Kwiryniusz był specjalnym legatem odpowiadającym za sprawy wojskowe Syrii w celu przeprowadzenia wojny z Homonadensami, podczas gdy Sencjusz Saturninus był legatem odpowiedzialnym za sprawy administracyjne tej prowincji. Ramsay uzasadniał swój pogląd, przedstawiając analogiczne przypadki z historii Imperium Rzymskiego. Przekonywał także, że wojna była prowadzona z dwóch stron, z północy, przy współpracy namiestnika Galacji, jak również od strony południowej i południowo-wschodniej. Teoria o pełnieniu przez Kwiryniusza nadzwyczajnej funkcji przy urzędującym namiestniku Syrii stała się częściowo popularna.
Proponuje się także, że Łukasz przez pomyłkę przypisał dokonanie pierwszego spisu Kwiryniuszowi, którego imię stało się głośne, gdyż spisowi, który przeprowadził w 6 n.e., towarzyszyła rebelia Żydów.
Fergus Millar zasugerował natomiast, że opowieść Łukasza została stworzona, aby powiązać Jezusa z domem Dawida.

### Rzymskie spisy ludności
Wiadomo, że August w czasie swojego panowania przeprowadził trzy spisy ludności osób mających obywatelstwo rzymskie. Pierwszy przeprowadził w 28 p.n.e., po 41-letniej przerwie, w którym to spisie zliczono 4 063 000 obywateli Rzymu. Następnie ponownie, na mocy władzy konsularnej, przeprowadził spis sam w 8 p.n.e. i spis ten wykazał 4 233 000 obywateli rzymskich. Wreszcie za trzecim razem, na mocy władzy konsularnej, przeprowadził spis z Tyberiuszem jako kolegą w 14 n.e. i spis ten wykazał 4 937 000 rzymskich obywateli.
Niezależnie od spisu obywateli rzymskich odbywały się także spisy ludności w poszczególnych prowincjach rzymskich. Przeprowadzano je już za czasów republiki. Za Augusta można odnotować, że spisy ludności prowincji w regularnych odstępach czasu były podejmowane w Egipcie (co 14 lat) i na Sycylii. Były to ważne prowincje dostarczające zboże dla Rzymu. Wiadomo też, że np. w Galii przeprowadzono trzy spisy tamtejszej ludności, w 27 p.n.e., 12 p.n.e. i 14 n.e. W prowincjach spisy nieobywateli rzymskich dokonywano dla celów militarnych i podatkowych.
Jako przykład spisu ludności państwa klienckiego podaje się plemię Cjetów, podległe Archelausowi Młodszemu, które było zmuszone przez Rzymian do zeznania stanu majątkowego. Wiadomo także, że cesarz August pozostawił po sobie pamiętnik, który zawierał spis zasobów państwa, liczbę obywateli i sprzymierzeńców pod bronią, liczbę flot, zależnych królestw i prowincji, bezpośrednich albo pośrednich podatków jako też koniecznych wydatków i prezentów. Wszystko to spisał własnoręcznie August.
Autor Ewangelii opisując dekret Augusta użył słów, które tłumaczy się dosłownie jako spis ludności "całego [zamieszkanego] świata" (pasan ten oikoumenen). Określenie to oznacza całe Cesarstwo rzymskie. Żaden rzymski historyk nie wspomina o tym, aby August miał zarządzić przeprowadzenie spisu obejmującego ludność całego Cesarstwa, chociaż relacja Łukasza niekoniecznie oznacza, że całe Imperium zostało spisane jednocześnie. Dekret Augusta mógł oznaczać przeprowadzenie spisu ludności we wszystkich częściach świata rzymskiego, każdy obszar osobno i w różnym czasie, a nie jeden spis na całym obszarze Imperium w jednym czasie.

### Praktyki przeprowadzania spisów
Nie było nietypowe, że podczas przeprowadzania rzymskich spisów dochodziło do buntu miejscowej ludności. W 10 n.e. prowincjonalny spis spowodował powstanie w Panonii a także bunt Arminiusza mógł zostać spowodowany przez decyzję Warusa, aby rozpocząć opodatkowanie tego regionu, mimo że obszar ten był pod rzymską kontrolą od 12 p.n.e.. O zamieszkach słyszymy także przy okazji drugiego spisu w Galii. Spis ten, przeprowadzony przez Druzusa, ujawniając możliwości podatkowe tego bogatego kraju, oznaczał znaczne zwiększenie świadczeń w porównaniu z małymi ciężarami nałożonymi wcześniej. W 36 n.e. wspomniane wyżej plemię Cjetów, zamieszkujące Cilicia Trachea, sprzeciwiło się próbie narzucenia jej spisu ludności według rzymskiego systemu w celu płacenia danin i rewolta musiała zostać stłumiona przez siły wysłane przez namiestnika Syrii, Witeliusza. Dlatego Aleksander Krawczuk uważa, że najlepszym dowodem na to, że nie było w Judei żadnego spisu ludności zarządzonego przez Rzymian przed 6/7 n.e., jest oburzenie i opór z jakim spotkała się wieść o spisie Kwiryniusza w owym roku. Innego zdania jest B. W. R. Pearson, który podaje, że spis terytorium Archelaosa był dla jego mieszkańców pierwszą oznaką bezpośredniej rzymskiej kontroli. Juda Galilejczyk nie podniósł buntu z powodu zamiaru opodatkowania ich, ale ze względu na status, jaki niósł ze sobą ów spis ludności.
Część historyków jest zdania, że August nie mógł przeprowadzić spisu ludności w Judei za czasów Heroda Wielkiego. Według Gezy Vermesa, jako że Herod był królem sprzymierzonym (rex socius), prawo rzymskie nie dopuszczało żadnej cesarskiej interwencji w jego zarząd. Jednak według Adama Ziółkowskiego państwo Heroda było sztucznym tworem, stworzonym przez Rzymian dla ochrony ich imperialnych interesów. Herod nie był "władcą Izraela", jak tytułujący się tak dawniej Hasmonejczycy, tylko zwykłym klienckim królem z łaski cesarza, z którym konsultował się we wszystkich sprawach wykraczających poza ściśle wewnętrzne. Tak jak prowincje rzymskie, państwa zależne podlegały nieustannemu procesowi dzielenia, scalania, wcielania w całości lub części do prowincji, albo z nich wydzielania. Historyk Warren H. Carroll podaje tutaj jako przykład także wspomniane wyżej syryjskie miasto-państwo Apamea, której spis nadzorował Kwiryniusz.
Stwierdzenie Łukasza, że Józef miał odbyć podróż do Betlejem, ponieważ "pochodził z domu i rodu Dawida", jest często podawane w wątpliwość, gdyż wydaje się sugerować, iż ludzie byli zobowiązani do powrotu do domu swoich przodków. James Dunn pisał, że trudno dać wiarę w spis wymagający od mieszkańców podróży do miast dawno zmarłych przodków, a E. P. Sanders uważa za nieuzasadnione twierdzenie, że kiedykolwiek wydano dekret, który by wymagał takiej podróży i przytacza szereg argumentów na poparcie swej tezy. Egipski papirus znaleziony w Oksyrynchos, pochodzący z 104 n.e., który wzywa ludzi do powrotu do domu na spis, jest czasem przytaczany jako dowód na wymaganie odbycia takiej podróży:

Gaius Vibius Maximus, prefekt Egiptu: W związku z prowadzeniem spisu gospodarstw domowych zachodzi konieczność powiadomienia wszystkich, którzy z jakiejkolwiek przyczyny znaleźli się poza swymi okręgami administracyjnymi, iż winni powrócić do domu celem zadośćuczynienia zwykłej procedurze spisowej i pozostać na swej własnej roli.

Egipskie papirusy które na ogół mówią o zobowiązaniu do powrotu na spis ludności, informują, że od każdej osoby było wymagane wrócić do swojej idia na spis. Według części historyków znaczenie greckiego zwrotu pozostaje niejasne („miejsce urodzenia”, „miejsce zapisu” lub obecne "miejsce zamieszkania”). Jednakże Raymond E. Brown sugeruje, że nie można wykluczyć, iż Rzymianie często dostosowujący swoją administrację do warunków lokalnych, przeprowadzili spis ludności w Judei respektujący silne przywiązanie do żydowskich przodków i związków plemiennych. M. D. Smith zauważa natomiast, że Łukasz nigdzie nie mówi, że spis ten wymagał od ludzi podróży do domu swoich przodków, tylko, że każdy poszedł do swego miasta – stwierdzając, że Łukasz odnosi podróż do domu swojego przodka specyficznie do Józefa. Jednym z powodów mogło być posiadanie przez Józefa jakichś nieruchomości w Betlejem, niezależnie od domu w Nazarecie. Dom w Nazarecie mógł też nie należeć do Józefa, ale do Maryi lub bardziej precyzując, do jej rodziców, a teściów Józefa.
Emil Schürer, a za nim inni, uważają, że Maryja nie musiała w ogóle towarzyszyć Józefowi na spisie. Jednak w historii znany jest podobny przypadek, jak opisany w Ewangelii Łukasza. W 1960 odkryto w pewnej jaskini na Pustyni Judzkiej zbiór listów, będących kroniką codziennego życia Babathy, Żydówki z II wieku n.e. Jeden z dokumentów mówi o tym, jak 2 grudnia 127 n.e. przybyła ona do Rabbath-Moab, na spis podatkowy prowincji Arabia Petraea prowadzonej przez namiestnika Florentinusa. Złożyła ona deklaracje o posiadaniu gajów palmowych w Maoza koło Zoara. Towarzyszył jej mąż Juda, syn Eleazara, który był obecny przy niej jako świadek.